# Chlorissa apheles
Chlorissa apheles là một loài bướm đêm trong họ Geometridae.